# Пеггі Аппіа
Пе́ггі Аппі́а (Peggy Appiah, повне ім'я: Енід Марґарет Пеггі Аппіа / Enid Margaret «Peggy» Appiah, до шлюбу Кріппс / Cripps; 21 травня 1921, Гудфелловс, Глостершир, Британська імперія — 11 лютого 2006, Кумасі, Гана) — британська і ганська письменниця та благодійниця, аматорка, публікаторка й популяризаторка ганського, зокрема ашанті фольклору. 
Дочка правопочесного сера Стаффорда Кріппса та Дами Ізобель Кріппс, дружина ганського юриста та політичного діяча Нана Джо Аппіа.